# Усти-над-Лабем

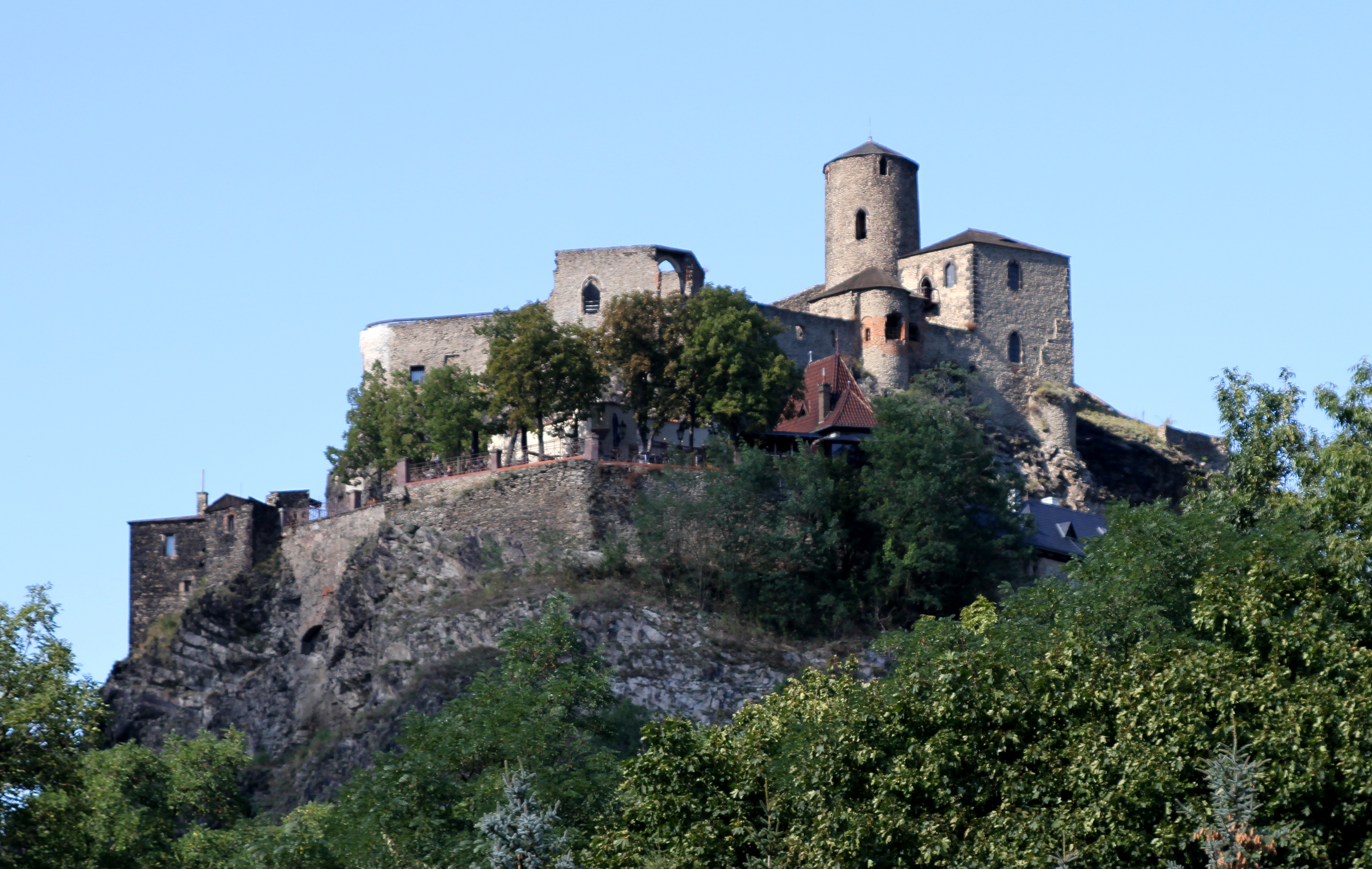
Замок Стршеков.

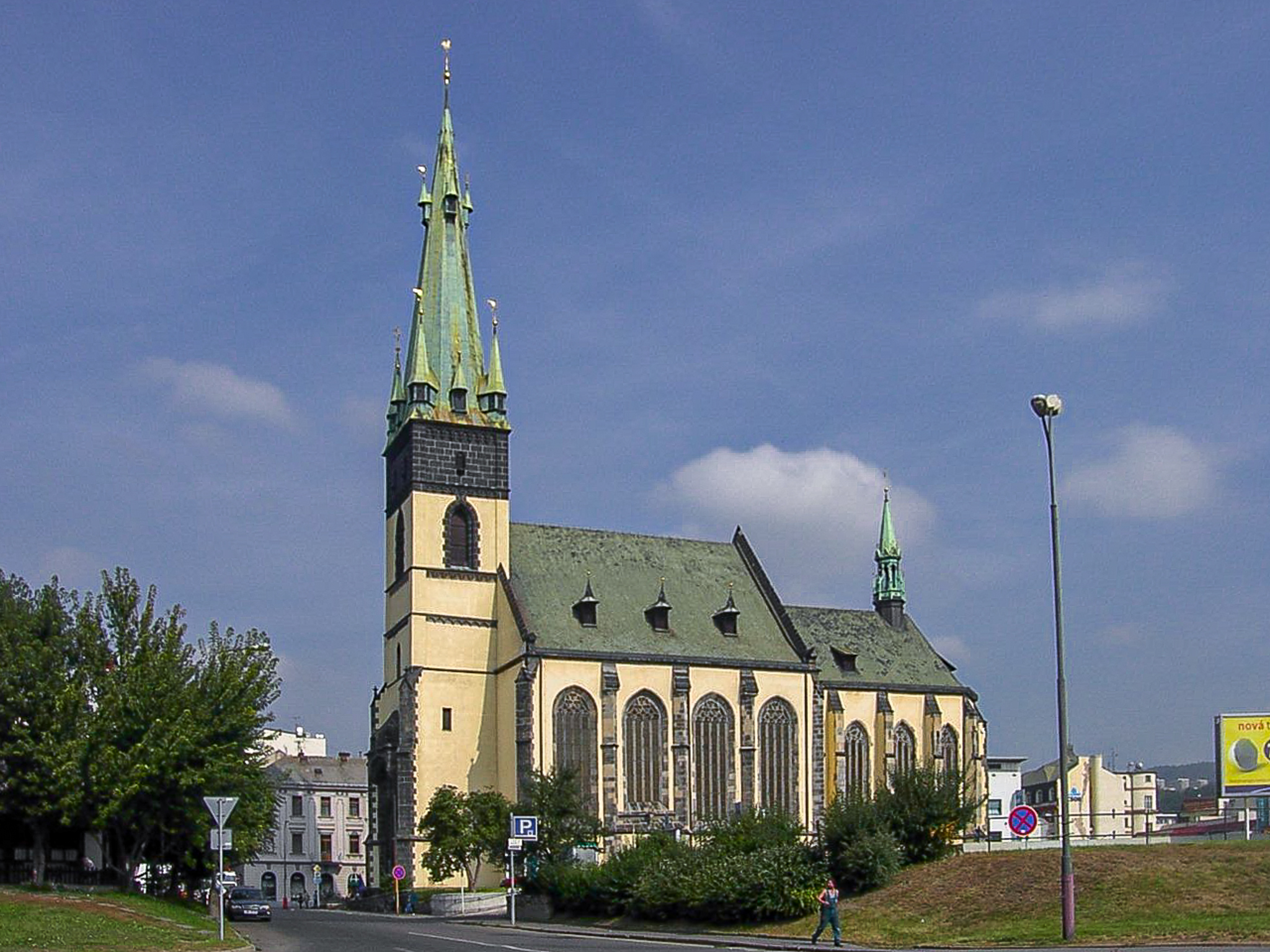
Костёл Вознесения Девы Марии.

У́сти-над-Ла́бем (иногда — Усти-над-Лабой; чеш. Ústí nad Labem — Усти-на-Лабе), историч. Аусиг-ан-дер-Эльбе (нем. Aussig an der Elbe) — статутный город на севере Чехии, у впадения Билины в Лабу, административный центр Устецкого края и района Усти-над-Лабем. Важный железнодорожный узел (магистраль Прага — Дрезден — Берлин и др.) и речной порт.
Население 98,9 тысяч жителей (2009; Усти — девятый по численности населения город Чехии). Площадь 93,9 км². Делится на 4 городских района: Нештемице (Neštěmice), Северни-Тераса (Severní Terasa), Стршеков (Střekov), Центрум (Centrum).

## История
Поселение на месте Усти известно с 993 года. Город был основан Пржемыслом Отакаром II в конце XIII века. В 1423 император Сигизмунд передал город курфюрсту Саксонии Фридриху I. В Усти обосновался саксонский гарнизон. 16 июня 1426 25-тысячная армия гуситов нанесла при Усти поражение 75-тысячной немецкой армии. На следующий день гуситы под руководством Прокопа Великого ворвались в город, убивали немецкое население и разрушили город. Усти был отстроен только в 1429 году. Под Якубком Вржешовицким победители и побеждённые продолжали жить мирно. В 1583 году значительная часть города была уничтожена пожаром. Город пострадал также во время Тридцатилетней и Семилетней войн. В XIX веке Усти стал важным центром горнодобывающей промышленности.
Город был одним из центров раннего национал-социализма; в Усти напечатаны многие теоретические работы нацистов. Таким образом летом и осенью 1938, большинство евреев уехало из Усти в Прагу и другие местности. В ноябре 1938, после Мюнхенского соглашения, те евреи, которые остались в Усти, были сосланы в лагеря смерти.
Значительная часть немецкого населения города погибла во время Второй мировой войны, находясь в рядах германской армии. Усти сильно пострадал от бомбардировок в апреле 1945. В 1946—1948 почти всё немецкое население (около 53 тыс. чел.) было выселено из города, многие были расстреляны без суда и следствия (Устицкий расстрел).

## Население
| 1869    | 1869    | 1880    | 1880    | 1890    | 1900    | 1910     | 1921    | 1930    | 1930    | 1950    | 1950    |
| ------- | ------- | ------- | ------- | ------- | ------- | -------- | ------- | ------- | ------- | ------- | ------- |
| 10 933  | ↗20 284 | ↗27 834 | ↘16 524 | ↗40 796 | ↗57 330 | ↗68 313  | ↗71 659 | ↗79 644 | ↘43 793 | ↗64 179 | ↘56 920 |
| 1961    | 1961    | 1970    | 1970    | 1980    | 1980    | 1991     | 1991    | 2001    | 2014    | 2016    | 2017    |
| ↗72 148 | ↘65 058 | ↗72 876 | ↗79 544 | ↗88 447 | ↗89 272 | ↗100 002 | ↘98 178 | ↘95 436 | ↘93 523 | ↘93 248 | ↘92 984 |
| 2018    | 2019    | 2020    | 2021    | 2021    | 2022    | 2023     | 2024    | 2025    |         |         |         |
| ↗93 040 | ↘92 952 | ↘92 716 | ↘91 982 | ↘89 713 | ↗90 378 | ↗91 963  | ↘91 342 | ↘90 866 |         |         |         |

Национальной состав: 76% чехов,  15% украинцев, 7% вьетнамцев и 2% другие национальные групы.

## Экономика
Один из крупнейших в Чехии центров химической промышленности (производство синтетических красителей, удобрений, серной кислоты); машиностроение, текстильная и пищевая промышленность. В настоящее время тяжёлая промышленность находится в стадии кризиса.

## Достопримечательности
- Костёл Вознесения Девы Марии[22].
- Имеется Зоопарк (основан в 1908 году), расположенный в  городской части Красне-Бржезно[23].
- Замок Стршеков[24].

## Спорт
В городе существует футбольный клуб «Усти-над-Лабем». Ежегодно проводится полумарафон Усти-над-Лабема.

## Города-побратимы
- Халтон, Великобритания
- Хемниц, Германия (1970)

### Бывшие города-побратимы
- Владимир, Россия — отношения были разорваны в марте 2022 года в связи с вторжением России на Украину[25]